# CDU/CSU

Representación de la CDU/CSU en los parlamentos regionales.
Miembro del parlamento. Presidiendo el gobierno.
Miembro del parlamento. En el gobierno.
Miembro del parlamento. En la oposición.

CDU/CSU, también conocido como Partidos de la Unión (en alemán: Unionsparteien, pronunciado /uˈni̯oːnspaʁˈtaɪ̯ən/) o simplemente la Unión (Union), es un término que se refiere al grupo parlamentario de ideología conservadora y europeísta que forman los partidos políticos alemanes Unión Demócrata Cristiana de Alemania (CDU) y la Unión Social Cristiana de Baviera (CSU). Se consideran los partidos hermanos, ya que cooperan en varios temas. 
La CSU solo se organiza en el estado alemán de Baviera y solo participa en elecciones dentro de Baviera, mientras que la CDU tiene asociaciones estatales en el resto del país. Los representantes de ambas partes en el Bundestag comparten una facción común, llama la facción de la CDU/CSU, ambas partes son miembros del Partido Popular Europeo, y tienen una organización juvenil común llamada Unión Joven (en alemán Junge Union Deutschlands). Ambas partes, sin embargo, siguen siendo partidos legalmente separados con aspectos distintos, como la membresía, la financiación, etc. La coalición funciona principalmente como grupo parlamentario en el Bundestag, aunque también los partidos se promocionan de vez en cuando mutuamente durante las campañas electorales.

## Ideología
Sobre la postura política, la CDU y CSU por lo general solo difieren ligeramente. La CSU se considera generalmente un poco más socialmente conservadora (especialmente en temas de familia, por ejemplo, la CSU favorece a pagar a los padres de los bebés a pesar de no ir a trabajar, mientras que la CDU favorece la financiación pública de guarderías), euroescéptico (en 1998, el entonces Canciller Helmut Kohl de la CDU tuvo que presionar a la CSU intensamente para que no vetara la introducción del Euro en Alemania) y regionalista (los políticos de la CSU a menudo dejan su huella como defensores autoproclamados de los derechos del Estado de Baviera y la independencia cultural de los burócratas federales, incluso en tiempos de gobiernos federales conservadores). Si bien ambas partes se identifican a sí mismas como oficialmente cristianos no confesionales, la influencia católica en la CSU es mucho más fuerte que la de la CDU, ya que Baviera es predominantemente católica, mientras que los cristianos en Alemania en su conjunto son aproximadamente igualmente equilibrados entre católicos y protestantes.

## Historia
Tanto la CDU como la CSU se establecieron después de la Segunda Guerra Mundial y comparten un punto de vista basado en la democracia cristiana y el conservadurismo, además mantienen la dominante posición de centroderecha en el espectro político alemán. La CSU se considera generalmente como la sucesora de facto del Partido Popular Bávaro de la República de Weimar, que a su vez se separó del absolutamente católico Partido de Centro después de la Primera Guerra Mundial. La fundación de la CDU sin embargo fue el resultado de una importante reorganización del campo político de centro-derecha en comparación con la República de Weimar. Aunque la CDU fue construida en gran parte como la sucesora de facto del Partido de Centro Católico, abrió sus puertas con éxito a los cristianos no católicos, muchos de ellos afiliados al Partido Popular Alemán hasta 1933, y se estableció con éxito como el único partido conservador preponderante (fuera de Baviera) en contra de la competencia inicial de otros partidos católicos, conservadores, protestantes o nacionalistas durante los primeros años de la República Federal. Sin embargo, la CDU fue y sigue siendo significativamente más fuerte en las zonas dominadas por los católicos que en las zonas protestantes de Alemania.

## Tensiones
Las diferencias entre la CDU y la CSU sobre el componente socialmente más conservador representado por la última a veces han conducido a conflictos en el pasado. Estas tensiones llegaron a su clímax durante la década de 1970, cuando Helmut Kohl fue elegido presidente de la CDU en 1972. Kohl era entonces considerado un moderado o incluso progresista y también un enemigo personal del derechista y entonces presidente del partido CSU, Franz Josef Strauss, que había ocupado ese cargo desde 1961.

### Breve separación en 1976
Después de que la CDU/CSU perdiera por estrecho margen las elecciones federales de Alemania de 1976, en las que se había presentado a Kohl como el candidato común a canciller de las dos partes, los representantes en el Bundestag electos de la CSU se reunieron el 19 de noviembre de 1976 para una reunión a puerta cerrada en Kreuth. Con una votación de 30 contra 18, una abstención y un voto nulo, los diputados de la CSU decidieron separarse de su facción común con los diputados de la CDU en el Bundestag. La decisión había sido iniciada por el presidente de la CSU, Strauß, quien luego se convirtió en diputado del Bundestag.
Las razones oficiales dadas para la decisión fueron la idea de crear una oposición más efectiva (la CDU se acercaría a los conservadores moderados, mientras que la CSU se acercaría a la derecha) y obtener más tiempo para hablar en el parlamento.
Como presidente del partido, Strauß también anunció que la CSU como partido también terminaría su auto-restricción a Baviera y fomentaría la fundación de asociaciones locales de la CSU fuera del estado de origen del partido, y  que se presentaría en todas las futuras elecciones federales y estatales de Alemania en contra de la CDU en una plataforma claramente más conservadora que la de la CDU. Por lo tanto, Strauß acuñó el término Vierte Partei (en español "cuarto partido", después de la CDU, el SPD y el FDP). Este término era técnicamente erróneo, ya que la CSU siempre ha sido un partido distinto de la CDU, por lo tanto, cuatro partidos ya habían contado con representación parlamentaria durante las legislaturas anteriores del Bundestag.
El 12 de diciembre de 1976, el voto a favor de la separación fue anulado después de que la CDU amenazara a su vez a la CSU con formar asociaciones locales en Baviera y participar en las elecciones de Baviera contra la CSU.

## Resultados electorales

### Elecciones federales
|  | 31.01 % |

|  | 45.17 % |

|  | 50.19 % |

|  | 45.32 % |

|  | 47.59 % |

|  | 46.09 % |

|  | 44.86 % |

|  | 48.63 % |

|  | 44.54 % |

|  | 48.79 % |

|  | 44.26 % |

|  | 43.82 % |

|  | 41.43 % |

|  | 35.14 % |

|  | 38.51 % |

|  | 35.17 % |

|  | 33.80 % |

|  | 41.54 % |

|  | 32.93 % |

|  | 24.07 % |

## Presidentes parlamentarios del grupo CDU/CSU en el Bundestag
- Heinrich von Brentano di Tremezzo (1949–1955)
- Heinrich Krone (1955–1961)
- Heinrich von Brentano di Tremezzo (1961–1964)
- Rainer Barzel (1964–1973)
- Karl Carstens (1973–1976)
- Helmut Kohl (1976–1982)
- Alfred Dregger (1982–1991)
- Wolfgang Schäuble (1991–2000)
- Friedrich Merz (2000–2002)
- Angela Merkel (2002–2005)
- Volker Kauder (2005–2018)
- Ralph Brinkhaus (2018-2022)
- Friedrich Merz (2022-)